# Glochidion kusuktsense
Glochidion kusuktsense là một loài thực vật có hoa trong họ Diệp hạ châu. Loài này được Hayata mô tả khoa học đầu tiên năm 1920.